# Paectes euphiles
Paectes euphiles là một loài bướm đêm trong họ Noctuidae.